# Duo LNB 60

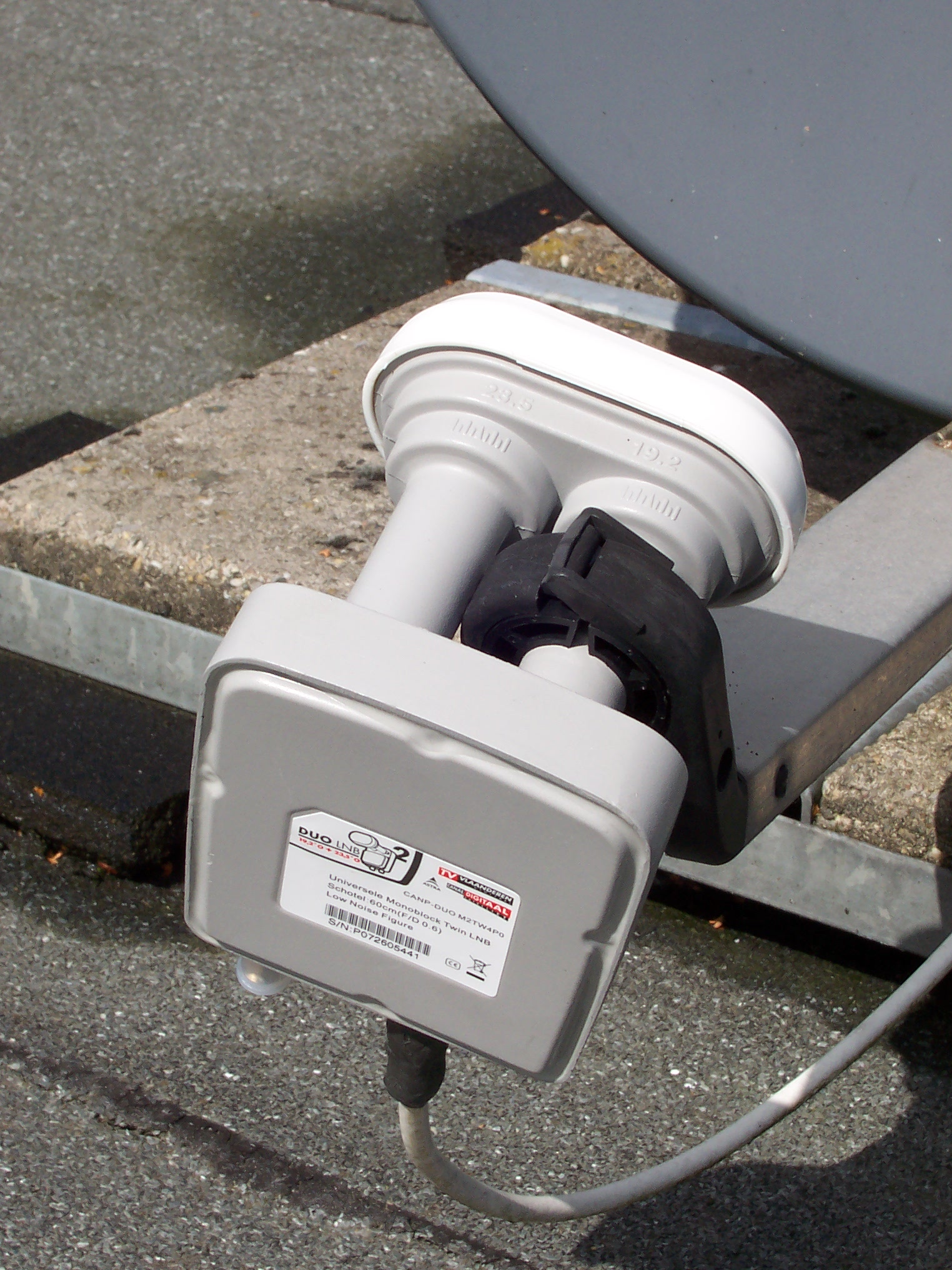
Duo LNB 60

De Duo LNB 60 is het eerste monoblock dat geschikt is voor een schotelantenne met een diameter van 60 cm, en biedt de mogelijkheid de satellieten van zowel de positie Astra 19,2°O als de positie Astra 23,5°O te ontvangen. Het is de nieuwe standaard om volwaardig het op Nederland en Vlaanderen gerichte zenderaanbod te ontvangen.

## Algemeen
Satellietprovider SES Astra ontwikkelde deze Duo LNB in samenwerking met CanalDigitaal en TV Vlaanderen omdat de bandbreedte op de populaire Astra 19,2°O positie schaars aan het worden is, en ze daardoor genoodzaakt waren om een tweede direct-to-home-positie in te zetten, hiervoor werd de Astra 23,5°O positie uitgekozen.
De ontvangstkop is noodzakelijk als men diverse Nederlandse regionale omroepen wil ontvangen, het themapakket van beide providers en in een later stadium hdtv-kanalen.
Al een aantal jaar zijn er monoblocks verkrijgbaar met de mogelijkheid deze posities te ontvangen, alleen was hier een grotere schotel vanaf 80 cm voor noodzakelijk.
De LNB is in twee uitvoeringen beschikbaar, namelijk in een 'Twin'-uitvoering, om twee ontvangers te kunnen aansluiten, en een 'Quad', om vier ontvangers te kunnen aansluiten. Zo wordt het gemakkelijker om op meerdere televisies in één huishouden naar digitale televisie te kunnen kijken. 

## Vereisten
Een nadeel aan de Duo LNB 60 is dat de ruimte tussen de ontvangstkoppen voor montage in de LNB-houder slechts 6 mm is. Dit past eigenlijk alleen goed op de schotelantenne waarvoor deze gemaakt is, namelijk de triaxschotel.
Daardoor is het niet altijd mogelijk om de Duo LNB gemakkelijk en snel te installeren op een ander model schotel. Met enige creativiteit is er altijd wel een oplossing te bedenken, bijvoorbeeld het bijvijlen van de LNB-houder als deze te dik is. 
Er bestaat echter ook een zeer goed alternatief voor de standaard-LNB-houder welke op websites te koop is, namelijk de Universele DUO LNB-houder. Deze Universele DUO LNB-houder kan op alle andere schotels gemonteerd worden en heeft als bijkomend voordeel dat beide feedhorns van Astra 1 en Astra 3 in het midden van de schotel geplaatst worden. 
Om de Duo LNB 60 goed te laten werken op een satellietontvanger moet deze DiSEqC ondersteunen, vanwege de ingebouwde DiSEqC-switch in de LNB. Alle recente ontvangers kunnen hiermee overweg. Voor CanalDigitaal en TV Vlaanderen goedgekeurde ontvangers is een softwareupdate via de satelliet noodzakelijk.